# Opt-out (Permission Marketing)
Im Marketing bezeichnet Opt-out (engl. to opt out (of), ‚sich gegen etwas entscheiden‘) den Widerspruch einer Person gegen die Nutzung ihrer personenbezogenen Daten zur Zusendung oder zur Anzeige von Werbung. Im Gegensatz dazu wird im Permission Marketing eine ausdrückliche Einwilligung, ein so genannter Opt-in eingeholt.
Mit Opt-out wird insbesondere im E-Mail-Marketing der Widerspruch gegen den Versand von Marketing-Newslettern benannt. Dabei sind Bereich der Spam-E-Mails Fälle missbräuchlicher Opt-out-Links bekannt, die nur zur Verifizierung des Empfängers dienen und zu einer verstärkten Nutzung der E-Mail-Adresse führen können.
In manchen Bereichen ist der Eintrag in Robinsonlisten ein Angebot, wie ein Betroffener gegenüber allen Werbetreibenden, die ihre Adressbestände gegen eine solche Liste abgleichen, seinen Widerspruch gegen den Empfang von unverlangter Werbung erklären kann.

## Rechtslage in Deutschland
Die Zusendung von Werbung per E-Mail ist seit 2005 durch § 7 Abs. 2 Nr. 3 UWG nur nach einer „vorherigen ausdrücklichen Einwilligung des Adressaten“ zulässig, Opt-out-Verfahren sind in diesem Bereich demnach gesetzlich untersagt. Der Bundesgerichtshof entschied 2008 außerdem, dass eine über die Allgemeinen Geschäftsbedingungen formularmäßig vereinbarte Einwilligung auch dann nicht ausreicht, wenn sie von einer Opt-out-Möglichkeit begleitet wird.
Zulässig ist das Opt-out-Modell nach § 7 Abs. 3 UWG in der E-Mail-Werbung jedoch ausnahmsweise bei bestehenden Vertragsbeziehungen im Fall von Werbung für Waren oder Dienstleistungen, die den zuvor erworbenen ähnlich sind. Auf die Opt-out-Möglichkeit muss bei der Erhebung der E-Mail-Adresse und bei jeder Zusendung „klar und deutlich“ hingewiesen werden.